# Tanacetum tenuisectum
Tanacetum tenuisectum là một loài thực vật có hoa trong họ Cúc. Loài này được (Boiss.) Podlech miêu tả khoa học đầu tiên năm 1986.